# Церква святого Архістратига Михаїла (Комарно)
Церква святого Архістратига Михаїла — православна церква ПЦУ настоятелем якої є митр. протоієрей Шак Роман Васильович. Церква стоїть у десятках метрах від Храму Архістратига Михаїла. Почав будівництво Володимир Петрик.

## Історія

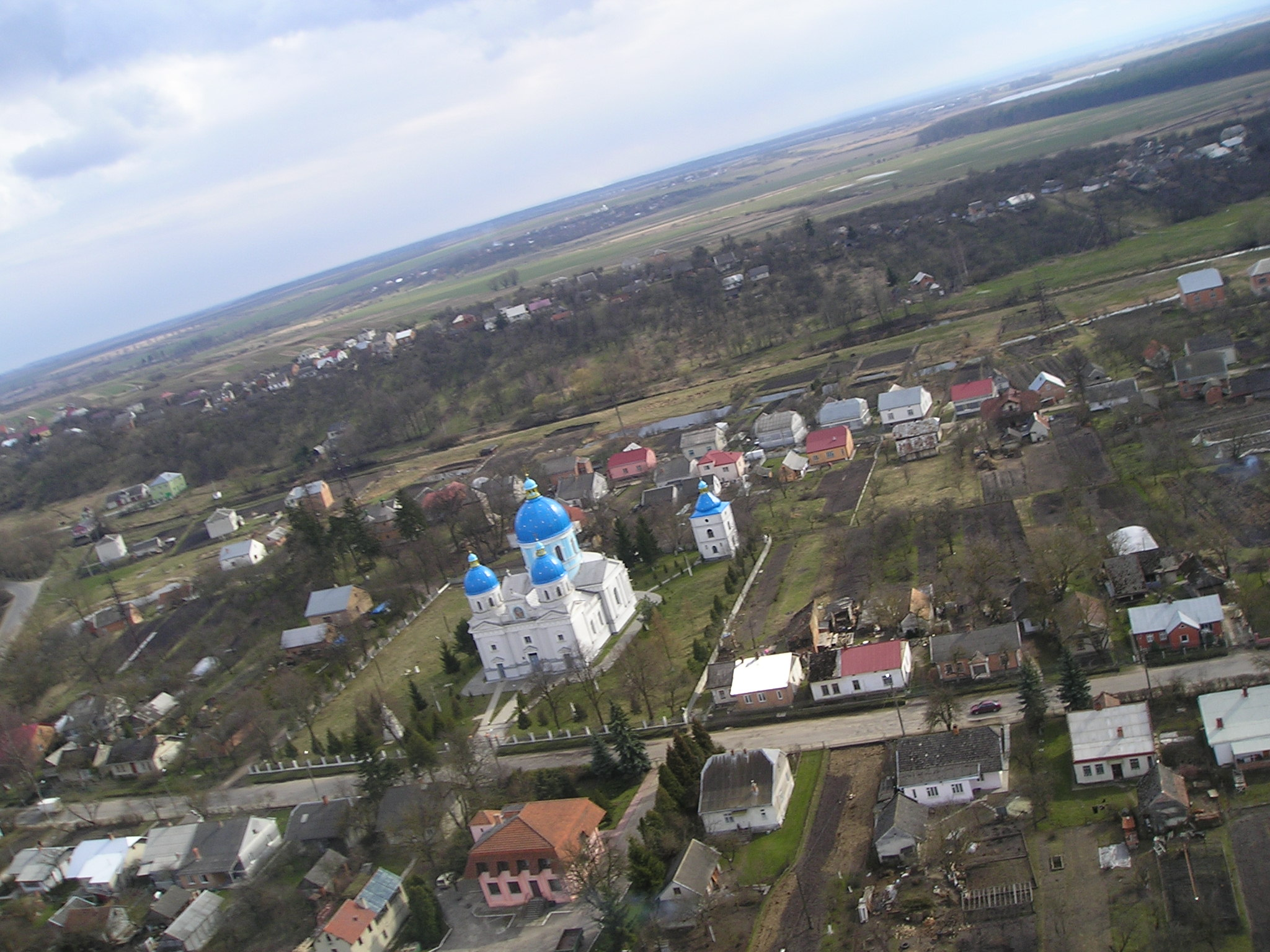
Вигляд з лету птаха

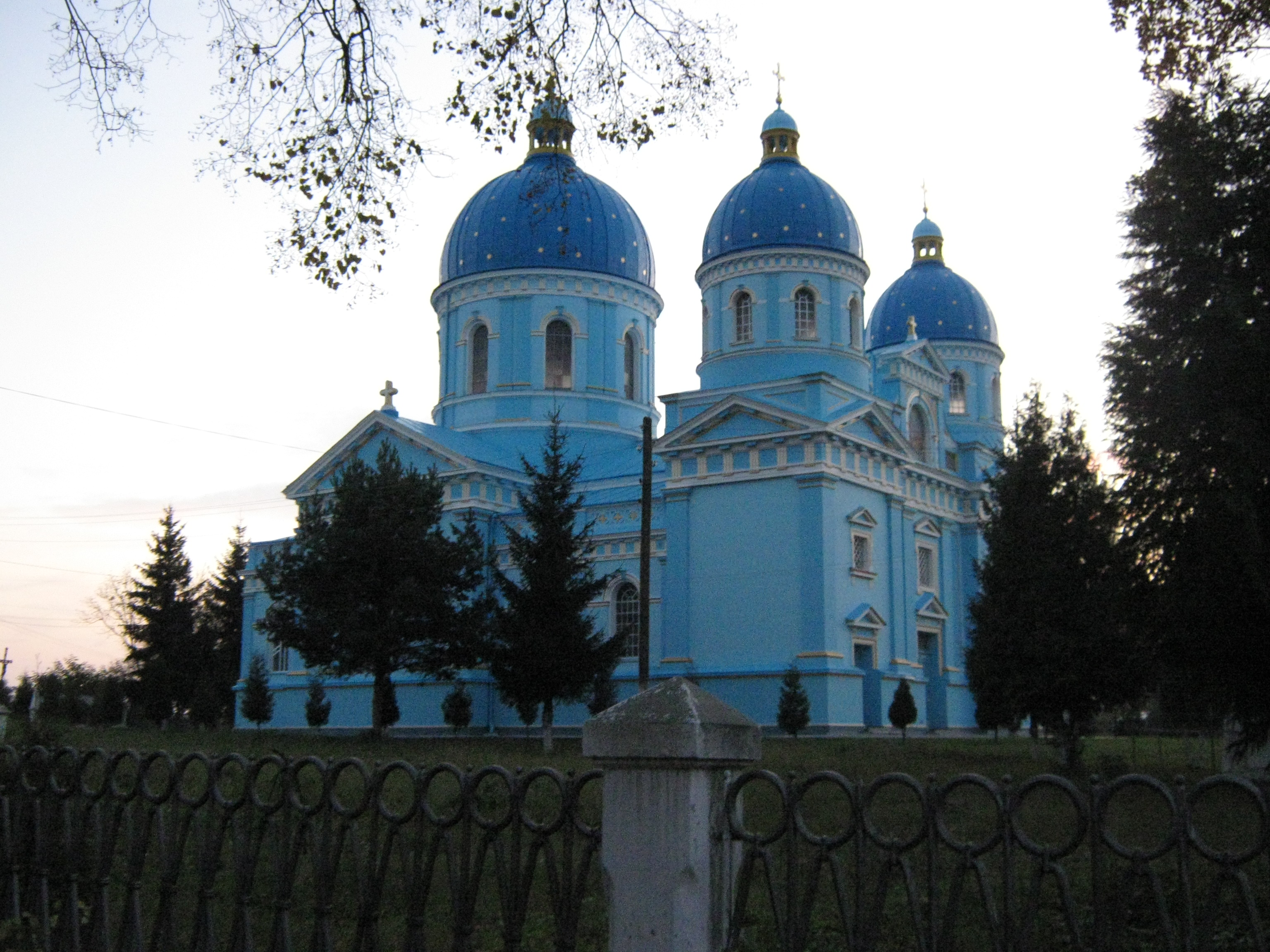

### Початок будівництва 1901—1910рр.
1901 рік став початком будівництва церкви. Почалася будова на території старого цвинтаря. Керував будівництвом отець Володимир Петрик. Він взяв на себе всі організаторські обов'язки. Документальних джерел про будівництво не збереглося, але усні переказами жителів Комарна можна дізнатись історію будівництва.
Отець Володимир хотів будувати церкву у центрі міста, але польська влада не дала на це погодження.
|                                                | Церква ця повинна була бути поставлена в місті. Її імпозантність, величина була би вказувала кожному хто тут домінує |
| — із книги «Комарно і Рудки та околиці» с. 255 | |

По тій причині церкву стали будувати на території старого цвинтаря.
Сама будівля стоїть на великих дубових палях, які виконують роль фундаменту, а цегляні стіни беруть початок від самої поверхні землі і піднімаються вгору на десятки метрів. Висота церкви становить 30 м разом із хрестом; довжина всередині 33 м, а із врахуванням товщини стін місцями сягає більше одного метра. Розміри храму свідчать що в цей час будувати його було не просто. У будівництві були долучені майже всі люди Комарна українського походження. Діти від шести років уже виконували підсобні роботи: помагали носити цеглу, розчини для мулярів, підносили інші будівельні матеріали. Окремих меценатів або спонцорів не було. Усі кошти на будівництво давали місцеві жителі українці, для яких будувалася ця церква. Якщо хтось із людей не мав можливості вносити грошовий внесок, то в такому випадку допомагав фізично працею або кіньми для перевезення будівельного матеріалу.
Жителька міста Комарно Катерина Юзич пам'ятає із переказів своїх батьків про те, як довозили цеглу на будівництво церкви до станції Бучали на поїзді, а люди на фірах, цілими сім'ями перевозили цеглу біля церкви, а пізніше на своїх плечах із спеціально зробленими коромислами, виносили цеглу на верх до трапу. Дівчата носили цеглу у фартухах, трап розтягувався на багато сотень метрів від верху до низу. Коли мурували купол, то трап був збудований аж до річки Верещиці, щоб легше було доставляти цеглу на верх церкви.
Коли мурували стіну від сходу, а саме ліва неф, де тепер намальований образ різдва Ісуса Христа, утворилася велика тріщина у стіні, і щоб ліквідувати її, довелося домурувати до неї ще одну стіну. Під час штукатурення церкви були використані дуже високі технології по оздобленні стін і карнизів. Витончений орнамент підкреслює її ідентичність і неповторність.
Під час будівництва парохом був отець Іван Петрик (1899—1907 рр.) — батько отця Володимира Петрика. Але отець Іван не дожив до освячення церкви і після нього у 1907 р. був поставлений парохом отець Григорій Кліш, який пробув у Комарно аж до своєї смерті у 1948 р..

#### Освячення
Після завершення будівництва церкву святого Архістратига Михаїла було освячено, єпископом із Перемишля, кир Константин Чехович. Освячення відбулося 21 листопада 1910 р. випав великий сніг і єпископ прибув на поїзді до станції Бучали. Із станції владику везли на конях запряжених у сани. Святі мощі були закладені у престіл, але мощі якого святого невідомо. До сьогодні у церкві зберігається святий антимінс на якому здійснювалась перша свята літургія. Після освячення єпископ Костянтин, роздав людям пам'ятні образки про освячення церкви. Ці образки збереглися і дотепер. Збереглася також і гравіатура (листок) церкви про її освячення, яку вручати людям, які багато жертвували і багато працювали на церкву.

### Про архітектуру
Церква у візантійському стилі — має три куполи, вівтар повернутий на південь, хрестоподібної форми, має три входи із північної сторони і один вхід з паламарки. Архітектором Василем Нагірним, був розроблений план побудови церкви. Виконував будівництво, Комарницький ? разом із досвідченими мулярами з міста Лежайська.